# Раковачка испосница
Раковачка испосница или Испосница Исаије Париводског налази се на Фрушкој гори, у непосредној близини манастира Раковац. Уклесана је у меку кречњачку стену, окружена густом шумом са ниским растињем, што је уз физичку удаљеност од насеља Раковца и Старих Лединаца услед отежаног приступа, учинили да се она очува у скоро изворном стању.
Ово је једина испосница у Војводини и представља заштићени споменик културе. Саградили су је монаси из Раковачког манастира у 18. веку. Познато је да су је посећивали многи црквени великодостојници, што јој даје изузетну културно-историјску вредност.
Време настанка испоснице се прати једино на основу уклесаних натписа на спољном зиду, који бележе посете црквених великодостојника и боравак јеромонаха испосника. У црквеним књигама означена је именом јеромонаха Исаије Париводског који је са, на уклесаном запису из 1771. године, најраније забележени подвизник усамљеничког живота у испосници повучен од братије и света овде провео последње године живота.
Улаз јој је окренут ка северној страни, а археолошким копањима указују на то да је предпростор био делимично укопан и покривен неком надстрешницом у функцији боравка подвижника, док је простор уклесан у стени био у функцији молитвеног простора. Основа испоснице је у облику неправилног правоугаоника, осветљава је уски прозор и лучно уклесана врата не веће висине од 1,5 метара. На источном зиду у стену је укопана, мање засведена ниша са банком која је имала функцију олтара. На јужном зиду постоје две плитке нише. У простору испоснице могућа је молитва или боравак једног калуђера.